# Rhapsody of the Seas
El Rhapsody of the Seas es un crucero de la Clase Vision operado por Royal Caribbean International (RCI). Entró en servicio en 1997.

## Historia del barco
Un año después de entrar en servicio, precisamente en marzo de 1998, Amy Lynn Bradley de 23 años, desapareció estando a bordo del crucero.
En marzo de 2012, el barco recibió una remodelación en dique seco por valor de 54 millones de dólares estadounidenses que agregó camarotes adicionales, una pantalla de cine al aire libre cerca de la piscina, nuevas áreas de comedor y una guardería.
Posteriormente, el barco recibió una reparación adicional a fines de 2016.
A fines de 2019, el Rhapsody estuvo en dique seco en Cádiz, España, para realizar algunos trabajos de mantenimiento de rutina, mejoras cosméticas y actualizaciones tecnológicas, pero no experimentó ninguna reconfiguración importante.